# MTV Unplugged: Korn
MTV Unplugged: Korn es un álbum acústico en vivo de la banda Korn lanzado mundialmente el 5 de marzo de 2007 y al día siguiente en los Estados Unidos. La performance, parte de la serie de MTV Unplugged, tuvo lugar en los estudios MTV en Times Square, Nueva York el 9 de diciembre de 2006 frente a un público de aproximadamente cincuenta personas. El show fue difundido en línea en MTV.com el 23 de febrero de 2007 y fue difundido en América, Europa y Asia desde el 2 de marzo de 2007.
La exclusiva actuación acústica incluyó la participación de otros artistas de gran renombre incluyendo a The Cure y a Amy Lee, la cantante de Evanescence. Además, Chester Bennington de Linkin Park era miembro de la audiencia.
El álbum debutó en el Billboard 200 de EE. UU. en la posición #9, con alrededor de 51.000 copias vendidas durante la primera semana, y experimentó una caída del 55% en ventas la semana siguiente.

## Lista de canciones
1. "Blind" (Korn) (Shuck/Shin/Davis/Welch/Shaffer/Arvizu/Silveria) – 3:29
2. "Hollow Life" (Untouchables) (Davis/Welch/Shaffer/Arvizu/Silveria) – 3:24
3. "Freak on a Leash" con Amy Lee de Evanescence (Follow the Leader) (Davis/Welch/Shaffer/Arvizu/Silveria) – 3:55
4. "Falling Away from Me" (Issues) (Davis/Welch/Shaffer/Arvizu/Silveria) – 3:55
5. "Creep" (cóver de Radiohead) (C. Greenwood/J. Greenwood/O'Brien/Selway/Yorke) – 3:51
6. "Love Song" (See You on the Other Side) (Davis/Shaffer/Arvizu/Silveria/The Matrix/Atticus Ross) – 3:50
7. "Got the Life" (Follow the Leader) (Davis/Welch/Shaffer/Arvizu/Silveria) – 3:48
8. "Twisted Transistor" (See You on the Other Side)  (Davis/Shaffer/Arvizu/Silveria/The Matrix) – 3:00
9. "Coming Undone" (See You on the Other Side)  (Davis/Shaffer/Arvizu/Silveria/The Matrix) – 3:35
10. "Make Me Bad / In Between Days" con Robert Smith (Davis/Welch/Shaffer/Arvizu/Silveria) / (Smith) – 5:35
11. "Throw Me Away" (See You on the Other Side) (Davis/Shaffer/Arvizu/Silveria/The Matrix/Ross) – 6:20

### B-sides
- "No One's There"[3][4]
- "Thoughtless"[5][4]
- "Dirty" (MTV Virtual Hills leak)[6][4] (también disponible en la edición japonesa del álbum)

## Lista de éxitos

### Álbum
| Año  | Lista                    | Posición |
| ---- | ------------------------ | -------- |
| 2007 | The Billboard 200        | 9        |
| 2007 | Australian ARIA Charts   | 45       |
| 2007 | New Zealand RIANZ Charts | 11       |

### Sencillos
| Año  | Sencillo                                      | Lista                  | Posición |
| ---- | --------------------------------------------- | ---------------------- | -------- |
| 2007 | Freak on a Leash (con Amy Lee de Evanescence) | Hot 100                | 89       |
| 2007 | Freak on a Leash (con Amy Lee de Evanescence) | Pop 100                | 73       |
| 2007 | Freak on a Leash (con Amy Lee de Evanescence) | Modern Rock Tracks     | 29       |
| 2007 | Freak on a Leash (con Amy Lee de Evanescence) | Mainstream Rock Tracks | 22       |

## Créditos
- Fieldy - bajo
- Zac Baird - piano
- Andy Bove - cimbasso
- Jeff Carney - contrabajo
- Kalen Chase - coros, instrumentos mixtos.
- Alex Coletti - productor, director para MTV.
- Jonathan Davis - voz, dirección artística, arreglos.
- Mike Davis - trombón, trombón bajo.
- Erik Friedlander - violonchelo
- Bill Ellison - contrabajo
- Richard Gibbs - productor, arreglos, director musical.
- Jorge Costa - Segundo ingeniero
- Csaba Petocz - Ingeniería adicional.
- Vinni Cirilli - Ingeniería adicional.
- Julie Green - violonchelo
- Bill Hayes - armónica de vidrio
- Michael Jochum - percusión
- Morris Kainuma - cimbasso
- Evie Koh - violonchelo
- Amy Lee - segunda voz en "Freak on a Leash".
- Heather McPherson - tambores taiko.
- Jeff Nelson - trombón bajo, trombón contrabajo.
- Merle Okada - tambores taiko
- Rob Patterson - guitarras
- Munky - guitarras
- Dave Sirulnick - productor ejecutivo
- Dale Struckenbruck - sierra musical
- The Cure (Robert Smith, Simon Gallup, Porl Thompson y Jason Cooper)- artista invitado para "In Between Days".
- Jeremy Turner - violonchelo
- Wynn Yamami - tambores taiko
- Midori Yasuda - tambores taiko
- Hana Yoshikawa - tambores taiko